# Elfi Gäbel
Elfi Gäbel (* 1943) ist eine deutsche Schauspielerin.

## Leben
Über das Leben der 1943 geborenen Elfi Gäbel sind nur lückenhafte Informationen vorhanden. In mehreren Produktionen der DDR-Filmgesellschaft DEFA und dem Fernsehen der DDR stand sie vor der Kamera und wirkte auch als Regieassistentin.

## Filmografie
- 1975: Kriminalfälle ohne Beispiel: Mord im Märkischen Viertel (Fernsehreihe)
- 1976: Polizeiruf 110: Ein ungewöhnlicher Auftrag (Fernsehreihe)
- 1979:  Die Gänsehirtin am Brunnen (Fernsehfilm)
- 1979: Nachtspiele (Regieassistenz)
- 1984: Klassenkameraden (Fernsehfilm)
- 1984: Polizeiruf 110: Im Sog
- 1985: Die dritte Frau (Fernseh-Zweiteiler)
- 1985: Hälfte des Lebens
- 1986: Der Traum vom Elch
- 1988: Die Schauspielerin
- 1989: Späte Ankunft (Fernsehfilm)
- 1988: Kai aus der Kiste (Fernsehfilm)
- 1990: Polizeiruf 110: Warum ich …
- 1991: Deutschland Neu(n) Null (Fernsehserie, 1 Episode)
- 1991: Das Licht der Liebe
- 1992: Sherlock Holmes und die sieben Zwerge (Fernsehserie – Sound Effects)